# قوة حدود شرق الأردن

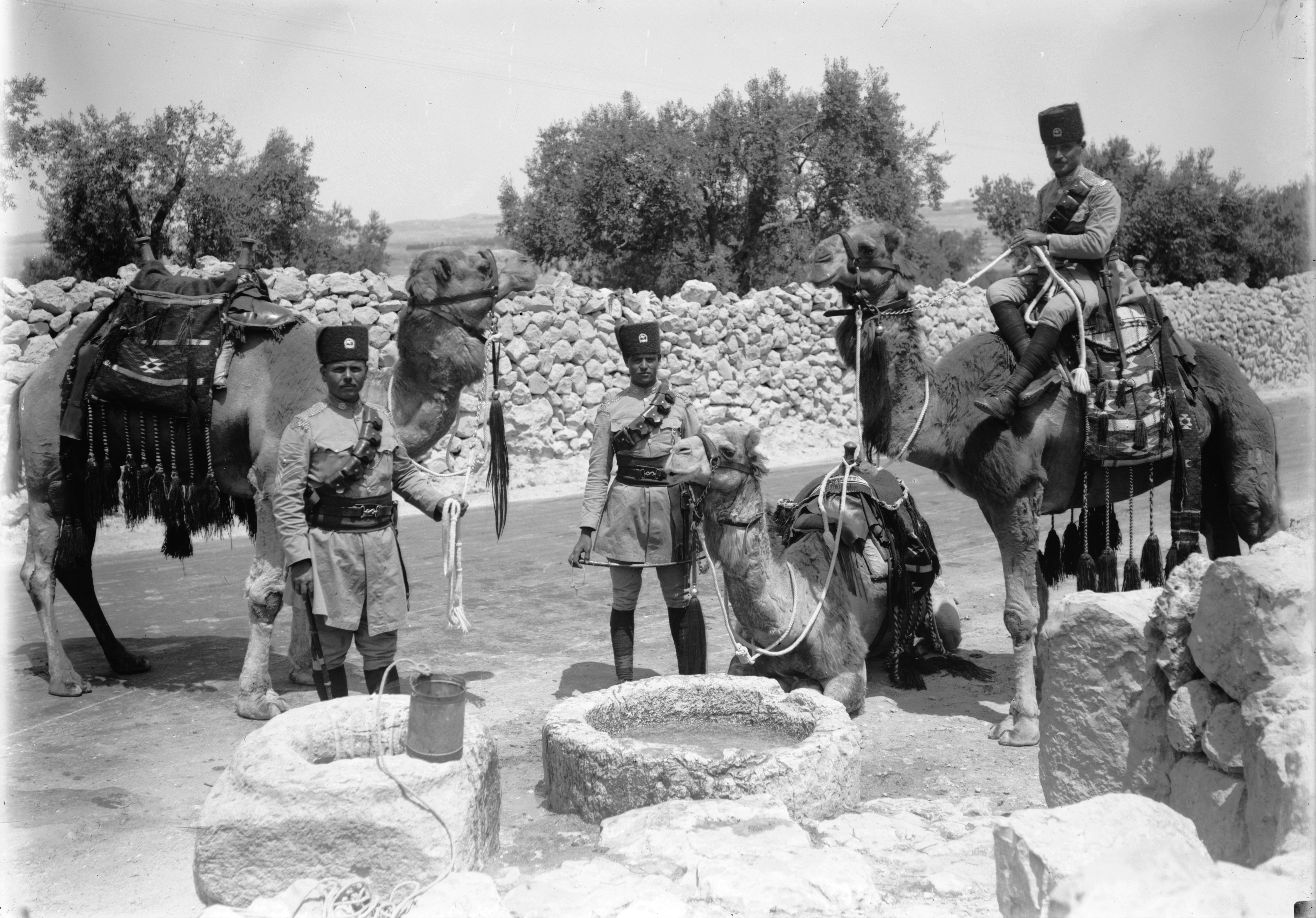
وحدات من قوة حدود شرق الأردن. صورة التقطت بين عامي 1934-1939

قوة حدود شرق الأردن هي قوة عسكرية تشكلت في 1 أبريل سنة 1926 من قبل حكومة الانتداب البريطاني على فلسطين كبديل عن قوات الدرك البريطانية في فلسطين. كانت مهمتها الدفاع عن الحدود الشمالية والجنوبية لشرق الأردن. كانت القوة جزءاً من قوات الخدمة الامبراطورية، بحيث يوافق الجنود على الخدمة العسكرية في أي مكان وليس فقط ضمن حدود مناطقهم، على النقيض من الفيلق العربي الذي كانت مهمته حفظ الأمن الداخلي كجزء من قوات الثورة العربية الكبرى. رأى القادة العرب المحليون أن لا ضرورة لإنشاء قوة إضافية، والبديل الأفضل هو توسعة الفيلق العربي. تم تجريد الفيلق العربي من أسلحته الثقيلة والمدافع الرشاشة وأجهزة الاتصالات. وعلى عكس الفيلق العربي، كانت قوة الحدود تتبع مباشرة للمندوب السامي البريطاني في القدس بدلاً من الأمير عبد الله الذي عين عقيداً فخرياً للقوة.

## التاريخ
تم إنشاء قوة حدود شرق الأردن في غوش دان في 1 أبريل 1926  وسرعان ما نمت أصبحت عبارة عن ثلاثة أسراب من سلاح الفرسان، كل منها عبارة عن 120 شخص ووحدة مشاة. وكان القائد الأول هو المقدم فريدريك وليام بوشر. أضيفت لاحقا وحدات أخرى، مثل: سرب الإبل والوحدات الآلية.
كانت معدات القوة مجهزة بطريقة تقليدية مع أسلحة حديثة، في حين أن الفيلق العربي كان في البداية عبارة عن قوة تقليدية أكثر مرونة في الهيكل وبدون تدريب على التكنولوجيا الغريبة. وبناء على ذلك تم جرد الفيلق العربي من أسلحته الثقيلة والمدافع الرشاشة وأجهزة الاتصالات.
في فترة ما بعد الحرب العالمية الثانية مع استقلال شرق الأردن وفلسطين، لم يعد هناك حاجة إلى وحدة حرس الحدود في المنطقة. وفي 9 شباط / فبراير 1948 تم حل 3,000 رجل من قوات الحدود.

## ضباط القيادة
- المقدم بوشر، (1 أبريل 1926 - 1928).[2]
- المقدم شوت، كان في الجيش الهندي، كان سابقا في القيادة الثانية، (1928 - 1933).[1]
- الرائد ميلر، (1933 - 1936).
- الكولونيل كريستال، 1936 - (مايو 1940).
- الكولونيل ويلسون، مايو (1940 - 1946).
- العقيد جون هاكيت، كان لواء سابق للمظاهرات في الجيش البريطاني. (كان هاكيت سابقا معارضا لقوة الحدود الأردنية)، (1937-1941).

## العرق
كان المجندون الأوائل في قوة الحدود هم إلى حد كبير من قوات الدرك المنحلة. العرب الفلسطينيون شكلوا حوالي 70 في المئة من القوة، وكان هناك بعض السودانيين في المنطقة يعملون لشركة قبل عام 1930. العرب واليهود الذين كان لديهم تعليم أفضل خدموا في الوظائف الفنية والإدارية. وبحلول عام 1935، كان أقل من 25 في المائة من القوة من الشركس (أقلية عرقية مسلمة تعيش في شرق الأردن). كان كبار الضباط بريطانيون، بينما الضباط الآخرون من الرتب العسكرية الأقل كانوا من العرب الفلسطينيين والشركس والعرب السوريين والسودانيين، وعدد قليل من اليهود. عام 1930، كان عدد أفراد القوة 980، من بينهم 28 يهودياً.

## وصلات خارجية
- Rothwell، Steve (2009). "The Trans-Jordan Frontier Force". British & Commonwealth Orders of Battle. مؤرشف من الأصل في 2019-04-10. اطلع عليه بتاريخ 2015-07-19.
- Rothwell، Steve (2007). "The Arab Legion". British & Commonwealth Orders of Battle. مؤرشف من الأصل في 2018-12-18. اطلع عليه بتاريخ 2015-07-19.